# DHL 항공
DHL 항공(영어: DHL Aviation)는 독일의 DHL의 자회사로 DHL의 항공 물류 분야를 분사한 기업이다.

## 자회사
- 유로 에어 트랜스포트 라이프치히
- DHL 에어 UK
- DHL 에어로 익스프레소
- DHL 인터내셔널 에이비에이션 ME
- 블루다트 항공
- DHL 데 과테말라
- DHL 에콰도르
- 벤세카 인터내셔널
- 힐레브란트 고리

### 반소유 항공사
- 에어로로직 (50%)
- ABX 에어 (0%, 계약중)
- 폴라에어 카고 (49%)
- 서던 에어 (0%, 계약중)
- 소렌타 항공 (불명)
- 타스만 카고 에어 (49%)
- 카고제트 (0%, 계약중)

## 보유 기종
- 2023년 5월 기준으로 DHL 항공은 다음과 같이 보유하고 있다.

## 같이 보기
- 2002년 위버링겐 공중 충돌 사고